# 28631 Jacktakahashi
28631 Jacktakahashi è un asteroide della fascia principale. Scoperto nel 2000, presenta un'orbita caratterizzata da un semiasse maggiore pari a 3,0841432 UA e da un'eccentricità di 0,1326789, inclinata di 2,42825° rispetto all'eclittica.